# Régime des artistes auteurs professionnels
Le Régime des artistes auteurs professionnels (RAAP) est le régime de retraite complémentaire français auquel sont affiliés les artistes auteurs qui touchent des droits d'auteur. Cela concerne sous certaines conditions les auteurs d'œuvres littéraires et dramatiques, musicales, chorégraphiques, graphiques, plastiques, cinématographiques, audiovisuelles ou photographiques.
À partir du 1er janvier 2016, le régime de retraite complémentaire a décrété que les cotisations des auteurs de bande dessinée passeraient de presque rien à 8 % ce qui a déclenché un mouvement de colère parmi certains auteurs à la situation financière déjà précaire.
Jusqu'en décembre 2022 un artiste auteur devait effectuer les démarches auprès de l'Association pour la gestion de la sécurité sociale des auteurs (AGESSA) ou bien auprès de la Maison des artistes (MDA) selon sa branche professionnelle. Depuis cette date, la gestion du régime social des artistes-auteurs est transférée de l'Agessa et de la branche sécurité sociale de la Maison des Artistes à la Sécurité sociale des artistes auteurs. Cette transition a pour but de regrouper toutes les responsabilités au sein d'un organisme unique.